# José Asconeguy
José Asconeguy González, auch als José Asconegui geführt (* 14. Mai 1963 in Trinidad, Uruguay) ist ein ehemaliger uruguayischer Straßenradrennfahrer.
Bei den Südamerikaspielen 1982 gewann Asconeguy die Silbermedaille an der Seite von Federico Moreira, Waldemar Correa und Ricardo Rondán im 4-mal-100-km-Zeitfahrwettbewerb. Dem ließ er gemeinsam mit Waldemar Domínguez, Nazario Pedreira und Jorge Mansilla eine Bronzemedaille in dieser Disziplin bei den Südamerikaspielen 1986 folgen. Asconeguy vertrat sein Heimatland zudem bei den Panamerikanischen Spielen 1983 in Caracas und 1987 in Indianapolis. Auch nahm an den Olympischen Sommerspielen 1988 teil. Beim olympischen Straßenrennen in Seoul belegte der 1,87 Meter große, Pepe genannte Asconeguy den 46. Rang. In jener Zeit wird der Club Ciclista Amanecer für ihn als Team geführt. Darüber hinaus ist er dreifacher Gesamtsieger bei der Vuelta Ciclista del Uruguay (1985, 1987, 1993). Zudem konnte er die Gesamtwertung Rundfahrt Rutas de América im Jahre 1984 zu seinen Gunsten entscheiden, als er in Reihen des Club Ciclista Belo Horizonte antrat.